# Monument a les dones treballadores desconegudes
El Monument a la dona treballadora desconeguda (en anglès: Monument to the Unknown Woman Worker) és una escultura de 1992 realitzada per Louise Walsh a Belfast, Irlanda del Nord.
L'escultura es troba al carrer Great Victoria de la ciutat al costat de l'Hotel Europa. El Departament de la comissió del Medi ambient volia reflectir la història del proper carrer Amelia com un districte de llum vermella. No obstant això, Walsh no hi estava d'acord, i va canviar l'enfocament cap al tema dels drets de les dones en les ocupacions de baixa remuneració i el treball domèstic no remunerat.
Walsh va nàixer al comtat de Cork i rebé el mestratge en escultura a la Universitat de l'Ulster.